# Стијепо Кнежевић
Стијепо Кнежевић (16. март 1870 – 23. април 1951) био је политичар и правник, један је од оснивача Матице српске у Дубровнику и њен први секретар.

## Биографија
Гимназију је завршио у Дубровнику а основне студије и докторат из области права у Бечу.
Био је заступник у Далматинском сабору и секретар просвјетно привредног друштва Српска зора и писао је за лист Српска зора. Кнежевећ је био активан у раду Српске православне црквее општине у Дубровнику.
Године 1903. обављао је функцију начелника одељења у Министарству правде књажевине Црне Горе.
По избијању Првог свјетског рата хапсе га аустроугарске власти заједно за другим угледним просрпским и пројугословенским Србима и Хрватима. Интерниран је у један хотел а потом у Бечу и Задру.
У краљевини Југославији био је политички активан у оквиру Народне радикалне странке. Од 1924. до 1928. био је на функцији великог жупана Дубровачке области. Потом се бавио адвокатуром и 1931. је биран за народног посланика. Био је предсједник Трговачке банке и радио на законима везаним за поморство. Писао је текстове и студије из области поморства и сарађивао на изради Поморске енциклопедије. Преминуо је  Дубровнику.